# Lubiatowo (gromada)
Lubiatowo – dawna gromada, czyli najmniejsza jednostka podziału terytorialnego Polskiej Rzeczypospolitej Ludowej w latach 1954–1972.
Gromady, z gromadzkimi radami narodowymi (GRN) jako organami władzy najniższego stopnia na wsi, funkcjonowały od reformy reorganizującej administrację wiejską przeprowadzonej jesienią 1954 do momentu ich zniesienia z dniem 1 stycznia 1973, tym samym wypierając organizację gminną w latach 1954–1972.
Gromadę Lubiatowo z siedzibą GRN w Lubiatowie utworzono – jako jedną z 8759 gromad na obszarze Polski – w powiecie pyrzyckim w woj. szczecińskim na mocy uchwały nr V/49/54 WRN w Szczecinie z dnia 5 października 1954. W skład jednostki weszły obszary dotychczasowych gromad Lubiatowo, Ukiernica i Żuków (bez miejscowości Moskorzyn i Smardzyń) ze zniesionej gminy Dolice oraz obszar dotychczasowej gromady Zaborsko ze zniesionej gminy Wierzbno w tymże powiecie. Dla gromady ustalono 13 członków gromadzkiej rady narodowej.
1 stycznia 1969 z gromady Lubiatowo wyłączono miejscowości Cieszysław, Jeziorki i Zaborsko, włączając je do gromady Okunica w tymże powiecie; do gromady Lubiatowo włączono natomiast: miejscowość Żalęcino z gromady Kolin, miejscowość Moskorzyn z gromady Dolice oraz miejscowość Przywodzie ze zniesionej gromady Rosiny tamże.
Gromada przetrwała do końca 1972 roku, czyli do kolejnej reformy gminnej.